# Cases de Catà (Sant Andreu de Llavaneres)
Cases de Catà és una obra de Sant Andreu de Llavaneres (Maresme) protegida com a Bé Cultural d'Interès Local.

## Descripció
Casa original del veïnat de Catà, construïda amb façana plana i petites obertures que donen a l'exterior. S'observen llindes i elements de pedra en l'emmarcament dels seus forats arquitectònics.
Acaba amb coberta de teula a dues aigües.
(Text procedent del POUM)